# Sierra de Abangares
Sierra es un distrito del cantón de Abangares, en la provincia de Guanacaste, de Costa Rica.

## Geografía
Sierra cuenta con un área de 112 km² y una altitud media de 270 m s. n. m.

## Demografía
Para el año 2022, Sierra cuenta con una población estimada de 2687 habitantes, y para el último censo efectuado, en 2011, Sierra contaba con una población de 2351 habitantes.

## Localidades
- Poblados: Aguas Claras, Alto Cebadilla, Campos de Oro, Candelaria, Cañitas, Cruz, Cuesta Yugo, Dos de Abangares, Marsellesa, San Antonio, San Rafael, Tornos, Tres Amigos, Turín (parte).

## Transporte

### Carreteras
Al distrito lo atraviesan las siguientes rutas nacionales de carretera:
- Ruta nacional 145
- Ruta nacional 606